# Pamela Le Roy
Pour les articles homonymes, voir Le Roy et Ramírez.
Pamela Le Roy Ramírez (née le 31 janvier 1981 à Santiago), est une animatrice de télévision, journaliste et mannequin[réf. nécessaire] chilienne.

## Télévision

### En tant qu'animatrice
- 2003-2005 : Mekano
- 2005 : Buenas tardes mucho gusto
- 2005-2006 : Bajo Los Andes
- 2012-2013 : Secreto a voces (animatrice remplaçante)
- 2013 : 2e Festival Viva Dichato

### Autre
- 2005 : La noche de Cecilia (journaliste)
- 2005-2010 : CQC (reporter)
- 2011-2013 : Secreto a voces (panéliste)

### Source
- (es) Cet article est partiellement ou en totalité issu de l’article de Wikipédia en espagnol intitulé « Pamela Le Roy » (voir la liste des auteurs).